# قائمة طائرات القوات الجوية الباكستانية
فيما يلي قائمة بالطائرات الموجودة حاليًا في الخدمة الفعلية مع القوات الجوية الباكستانية.

## القائمة
| الطائرة                               | الشركة المصنعة                          | صورة              | بلد المنشأ        | الفئة             | الدور                            | تاريخ الإدخال     | في الخدمة         | العدد الكلي       | ملاحظات |
| الطائرات القتالية                     | الطائرات القتالية                       | الطائرات القتالية | الطائرات القتالية | الطائرات القتالية | الطائرات القتالية                | الطائرات القتالية | الطائرات القتالية | الطائرات القتالية | الطائرات القتالية |
| ------------------------------------- | --------------------------------------- | ----------------- | ----------------- | ----------------- | -------------------------------- | ----------------- | ----------------- | ----------------- | --- |
| J-10 فيغوروس دراغون                   | شركة تشنغدو لصناعة الطيران (CAC)        |                   | الصين             | نفاثة             | متعددة المهام                    | 11 مارس 2022      | 20                | 20                | J-10CE (20 تم تسليمها، 16 تحت الطلب) |
| JF-17 ثاندر                           | مجمع باكستان لصناعات الطيران (PAC)، CAC |                   | باكستان، الصين    | نفاثة             | متعددة المهام                    | 18 فبراير 2010    | 156               | 161               | JF-17A بلوك 1 (50) JF-17A بلوك 2 (62) JF-17B بلوك 2 (26) JF-17C بلوك 3 (23 تم تسليمها، 27 تحت الطلب) جميع طائرات بلوك 1 و2 يتم ترقيتها لمعيار بلوك 3. |
| إف-16 فايتينغ فالكون                  | جنرال دايناميكس، لوكهيد مارتن           |                   | الولايات المتحدة  | نفاثة             | متعددة المهام                    | 15 يناير 1983     | 75                | 85                | F-16AM بلوك 15 MLU (31) F-16BM بلوك 15 MLU (23) F-16A بلوك 15 ADF (9) F-16B بلوك 15 ADF (4) F-16C بلوك 52+ (12) F-16D بلوك 52+ (6)                    |
| ميراج III                             | داسو للطيران                            |                   | فرنسا             | نفاثة             | متعددة المهام                    | 1968              | 58                | 135               | عدة نسخ مع تطويرات واسعة ضمن مشروع ROSE. جميع طائرات ميراج III يتم استبدالها بـ JF-17C وJ-10CE.                                                       |
| ميراج 5                               | داسو للطيران                            |                   | فرنسا             | نفاثة             | هجومية واستطلاع                  | 1970              | 78                | 138               | عدة نسخ مع تطويرات واسعة ضمن مشروع ROSE. جميع طائرات ميراج 5 يتم استبدالها بـ JF-17C وJ-10CE.                                                         |
| تشينغدو F-7                           | CAC                                     |                   | الصين             | نفاثة             | اعتراض جوي                       | 2002              | 53                | 60                | جميع F-7PG سيتم استبدالها بـ JF-17C. |
| طائرات التدريب                        |                                         |                   |                   |                   |                                  |                   |                   |                   | |
| K-8                                   | هونغدو، PAC                             |                   | الصين، باكستان    | نفاثة             | تدريب نفاث متوسط                 | 1994              | 58                | 60                | K-8 (12) K-8P (48) تصنيع مرخص من PAC باسم Karakorum-8.                                                                                                |
| سيسنا T-37 تويت                       | سيسنا                                   |                   | الولايات المتحدة  | نفاثة             | تدريب أساسي نفاث                 | 1962              | 69                | 73                | T-37B/C. سيتم استبدال الطرازات القديمة بـ K-8P تدريجيًا.                                                                                               |
| MFI-17 مشاق                           | PAC                                     |                   | باكستان، السويد   | توربيني           | تدريب أساسي                      | 1974              | 145               | 151               | MFI-17 مشاق (115) سوبر مشاق (30) بعض طائرات MFI-17 سيتم ترقيتها إلى معيار سوبر مشاق.                                                                  |
| النقل الاستراتيجي والتزود بالوقود جواً |                                         |                   |                   |                   |                                  |                   |                   |                   | |
| إليوشن Il-78                          | إليوشن                                  |                   | روسيا             | نفاثة             | نقل استراتيجي / تزود بالوقود جواً | 2009              | 4                 | 4                 | Il-78MP. ناقلات مزدوجة المهام للنقل والتزود بالوقود. مستعملة من سلاح الجو الأوكراني.                                                                  |
| طائرات النقل العسكري                  |                                         |                   |                   |                   |                                  |                   |                   |                   | |
| لوكهيد C-130 هيركوليز                 | لوكهيد مارتن                            |                   | الولايات المتحدة  | توربيني           | نقل تكتيكي                       | 1963              | 23                | 25                | C-130B (5) C-130E (7) C-130H (13) جميع الطائرات تم تطويرها وصيانتها بواسطة PAC.                                                                       |
| ساب 2000                              | ساب                                     |                   | السويد            | توربيني           | نقل                              | 2008              | 7                 | 7                 | تُستخدم أيضاً لتدريب طواقم طائرات الإنذار المبكر Saab 2000 Erieye.                                                                                      |
| هاربين Y-12                           | مجموعة هاربين لصناعة الطائرات           |                   | الصين             | توربيني           | نقل خفيف                         | 1993              | 2                 | 2                 | Y-12II. |
| إيرباص A319                           | إيرباص                                  |                   | فرنسا             | نفاثة             | نقل                              | يوليو 2022        | 1                 | 1                 | A319-112 كانت تعمل سابقاً لدى Avion Express (ليتوانيا).                                                                                                |
| سيسنا Citation V                      | سيسنا                                   |                   | الولايات المتحدة  | نفاثة             | نقل شخصيات رفيعة                 | -                 | 1                 | 1                 | [ 24 ] |
| جلف ستريم IV                          | جلف ستريم                               |                   | الولايات المتحدة  | نفاثة             | نقل شخصيات رفيعة                 | 2004              | 2                 | 2                 | جلف ستريم IV-SP جلف ستريم IV G-450 |
| إمبراير فينوم 100                     | إمبراير                                 |                   | البرازيل          | نفاثة             | نقل شخصيات رفيعة                 | 2009              | 4                 | 4                 | [ 26 ] |